# عبدالمجید یعقوب‌پور
عبدالمجید یعقوب پور(متولد ۲ تیر ۱۳۲۰ در بروجرد - درگذشته ۲۲ خرداد ۱۳۹۱)، پدر زمین‌شناسی اقتصادی ایران و بنیانگذار زمین‌شناسی پزشکی ایران است.

## زندگی‌نامه
عبدالمجید یعقوب پور در سال ۱۳۲۰ در شهر بروجرد به دنیا آمد. او تحصیلات مقدماتی خود را در همین شهر به اتمام رساند و از همان ابتدای تحصیل رنگ سنگها برایش جذابیت خاصی داشت و مشتاق بود علت این تفاوت رنگها را بداند. به گفته دکتر در اردوهای دسته جمعی مشغول جمع کردن انواع و اقسام سنگها بوده و همین علاقه باعث شد تا پس از تنها یک سال تحصیل در رشته کشاورزی به زمین‌شناسی تغییر رشته دهد. در سال ۱۳۴۲ از دانشگاه تربیت معلم فارغ‌التحصیل شد. وی برای ادامه تحصیل به آمریکا رفته و در سال ۱۳۵۸ موفق به اخذ درجه دکتری در رشته زمین‌شناسی اقتصادی گردید.

## مشاغل و کارهای علمی
انجام ۱۰طرح تحقیقاتی در زمینه‌های زمین‌شناسی اقتصادی و جنبه‌های اقتصادی در اکتشاف معادن، عضویت در شورای برنامه‌ریزی و پژوهشی وزارت فرهنگ و آموزش عالی عضویت در شاخه زمین‌شناسی گروه علوم پایه فرهنگستان علوم جمهوری اسلامی ایران، عضویت در شورای عالی معادن وزارت معادن و فلزات، تدریس در دانشگاه‌های مختلف کشور، استاد راهنمای ۱۰ پایان‌نامه کارشناسی ارشد و دکترا و استاد مشاوره۱۰پایان‌نامه کارشناسی ارشد و دکترا.
مدت ۵سال دبیر آموزش و پرورش و سپس دبیر آزمایشگاه بود. بعد از آن در گروه زمین‌شناسی دانشسرای عالی سابق (دانشگاه تربیت معلم) مشغول به خدمت شد. پس از بازگشت به ایران با چندین مرکز از جمله مرکز نشر دانشگاهی، وزارت معادن و فلزات و سازمان زمین‌شناسی و اکتشافات معدنی کشور همکاری کرده است.

## درگذشت
عبدالمجید یعقوب پور عصر روز دوشنبه ۲۲ خردادماه ۱۳۹۱ درگذشت.

## آثار و ترجمه‌ها
- زمین در فضا
- مبانی زمین‌شناسی اقتصادی
- تخمین و ارزیابی ذخایر معدنی
- اکتشاف معدن
- اصول زمین‌شناسی ذخایر
- واژه‌های علوم زمین

ترجمه‌ها
- ارزیابی اقتصادی در اکتشاف
- منابع معدنی از دیدگاه اقتصادی و زیست محیطی
- اطلس ابرهای دریایی
- کانی‌های خاک‌های کمیاب[۵]